# Arcade Fire
Arcade Fire je americko-kanadská hudební skupina pocházející z Montrealu. Kapelu založili v roce 2003 manželé Régine Chassagne a Win Butler, o rok později vtrhli do světa s albem Funeral. Název desky („Pohřeb") byl zvolen z důvodu smrti několika nejbližších příbuzných členů kapely. Časopis TIME na účet debutové desky napsal: „Album Funeral pomohlo vrátit Kanadu na hudební mapu světa". Díky svým uhrančivým vystoupením patří Arcade Fire rovněž mezi vyhledávané koncertní skupiny. Album Neon Bible, které však nemá přímou souvislost se stejnojmennou literární prvotinou spisovatele Johna Kennedyho Toolea, je předními hudebními časopisy považováno z jedno z nejlepších alb roku 2007. 2. srpna 2010 vyšlo ve Velké Británii album The Suburbs, které se během několika dní dostalo na čelní pozice jak v britské, tak i americké a irské hitparádě. Zatím posledním albem je "Everything Now" z roku 2017. Jeho přijetí bylo smíšené, od vlažného po nadšené.
V rámci koncertní šňůry k tomuto albu zahráli poprvé v Česku, 15. června 2018 vystoupili v pražské O2 areně.

## Diskografie

### Studiová alba
- 2004 - Funeral
- 2007 - Neon Bible
- 2010 - The Suburbs
- 2013 - Reflektor
- 2017 - Everything Now
- 2022 - We
- 2025 - Pink Elephant

### EP
- 2003 - Arcade Fire
- 2005 - Live EP (Arcade Fire & David Bowie)

## Ocenění

### 2005
- PLUG Awards - Objev roku
- PLUG Awards - Nejlepší obal (album Funeral)

### 2006
- BRIT Awards - nejlepší zahraniční skupina (nominace)
- Grammy Awards - nejlepší alternativní album - Funeral (nominace)
- Juno Awards - ocenění v kategorii "Songwriter of the Year" za skladby "Neighborhood #3", "Rebellion" a "Wake Up"

### 2007
- Polaris Music Prize - Neon Bible (nominace)

### 2008
- Meteor Music Awards - nejlepší mezinárodní album - Neon Bible
- BRIT Awards - zahraniční skupina (nominace)
- BRIT Awards - nejlepší zahraniční album - Neon Bible (nominace)
- Grammy Awards - nejlepší alternativní album - Neon Bible (nominace)
- Juno Awards - nejlepší alternativní album - Neon Bible (nominace)
- Juno Awards - skupina roku (nominace)

### 2011
- Grammy Awards - nejlepší album - The Suburbs
- Grammy Awards - nejlepší alternativní album - The Suburbs (nominace)
- Grammy Awards - nejlepší rockový výkon - "Ready To Start" (nominace)
- Brit Awards - nejlepší zahraniční album - The Suburbs
- Juno Awards - skupina roku
- Juno Awards - alternativní skupina roku
- Juno Awards - ocenění v kategorii "Songwriter of the Year" za skladby "Ready to Start", "Sprawl II (Mountains Beyond Mountains)" a "We Used to Wait"
- Polaris Music Prize - The Suburbs